# Санта-Леокадия-ди-Тамел
Са́нта-Леока́дия-ди-Таме́л (порт. Santa Leocádia de Tamel) — район (фрегезия) в Португалии, входит в округ Брага. Является составной частью муниципалитета  Барселуш. Находится в составе крупной городской агломерации Большое Минью. По старому административному делению входил в провинцию Минью. Входит в экономико-статистический  субрегион Каваду, который входит в Северный регион. Население составляет 768 человек на 2001 год. Занимает площадь 4,60 км².